# Comuna Giurgița, Dolj
Giurgița este o comună în județul Dolj, Oltenia, România, formată din satele Curmătura, Filaret și Giurgița (reședința).

## Istoric
Toponimul Giurgița (pădure de luncă) este luat de la pădurea care se află în lunca Desnățuiului, în vestul satului, pădure ce desparte Giurgița de satul Urzica Mare. Comuna este atestată documentar din data de 29 august 1577. Un document din 18 mai 1622 arată că satul Giurgița a fost proprietatea lui Hamza, banul Craiovei.
Cele mai vechi urme de locuire s-au descoperit la „Chiriac”, pe pârâul Bădeștilor, în timpul construirii barajului. Aici a fost găsită ceramică datând din perioada 270-565.

## Demografie
Componența etnică a comunei Giurgița
     Români (83,77%)
     Romi (10,92%)
     Alte etnii (0%)
     Necunoscută (5,31%)
Componența confesională a comunei Giurgița
     Ortodocși (94,62%)
     Alte religii (0,04%)
     Necunoscută (5,35%)
Conform recensământului efectuat în 2021, populația comunei Giurgița se ridică la 2.730 de locuitori, în scădere față de recensământul anterior din 2011, când fuseseră înregistrați 2.883 de locuitori. Majoritatea locuitorilor sunt români (83,77%), cu o minoritate de romi (10,92%), iar pentru 5,31% nu se cunoaște apartenența etnică. Din punct de vedere confesional, majoritatea locuitorilor sunt ortodocși (94,62%), iar pentru 5,35% nu se cunoaște apartenența confesională.

## Politică și administrație
Comuna Giurgița este administrată de un primar și un consiliu local compus din 11 consilieri. Primarul, Viky Bonea[*], de la Partidul Social Democrat, este în funcție din 2012. Începând cu alegerile locale din 2024, consiliul local are următoarea componență pe partide politice:
|  | Partid                    | Consilieri | Componența Consiliului | Componența Consiliului | Componența Consiliului | Componența Consiliului | Componența Consiliului | Componența Consiliului |
|  | ------------------------- | ---------- | ---------------------- | ---------------------- | ---------------------- | ---------------------- | ---------------------- | ---------------------- |
|  | Partidul Social Democrat  | 6          |                        |                        |                        |                        |                        |                        |
|  | Partidul Național Liberal | 4          |                        |                        |                        |                        |                        |                        |
|  | Forța Dreptei             | 1          |                        |                        |                        |                        |                        |                        |